# Bernhard Crusell

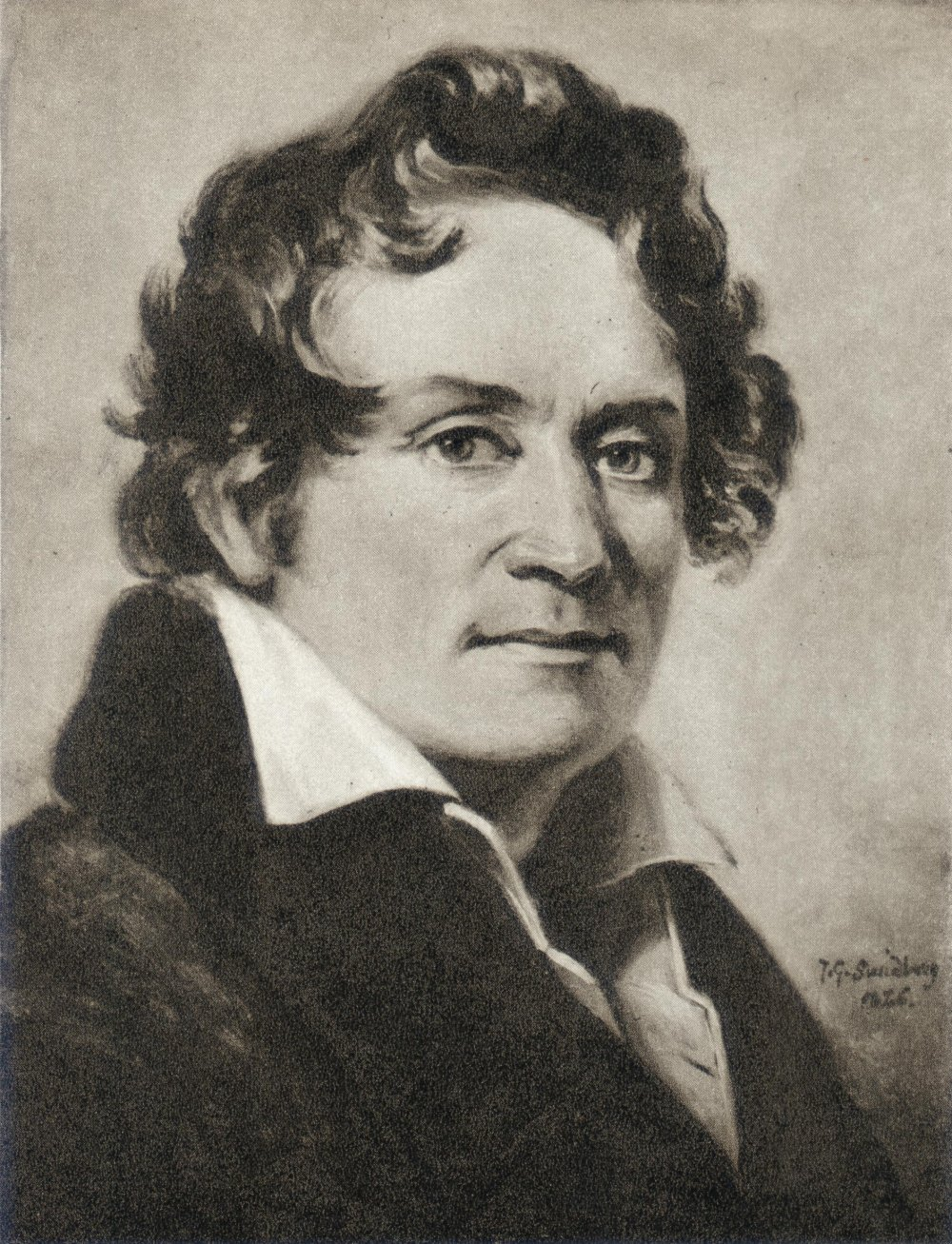
Johan Gustaf Sandberg: Bernhard Henrik Crusell (1826)

Bernhard Henrik Crusell (* 15. Oktober 1775 in Nystad, heute Uusikaupunki, Schweden, heute Finnland; † 28. Juli 1838 in Stockholm) war ein finnisch-schwedischer Klarinettist und Komponist.

## Leben und Werk
Bereits im Alter von 12 Jahren wurde er Klarinettist in einer Militärkapelle in Sveaborg. Er zog später nach Stockholm, wo er 1793 Hofmusiker wurde. Nach einem Aufenthalt in Berlin, wo er von Franz Tausch unterrichtet wurde, studierte er 1803 Klarinette und Komposition am Konservatorium Paris, u. a. bei Abbé Vogler und Gossec. Nach seiner Rückkehr zur Hofkapelle in Stockholm brachte er es dort 1818 zum musikalischen Leiter der beiden Königlichen Leibgrenadierregimenter. 
Crusell war ein hervorragender Klarinettensolist. Er übersetzte auch die Libretti zahlreicher Opern ins Schwedische. 
Seine sehr virtuosen Kompositionen – meist mit oder für Klarinette – werden bis heute weithin geschätzt, nicht zuletzt dank des Einsatzes der Klarinettisten Jost Michaels und Dieter Klöcker für Crusells Werk. Die Kompositionen sind einem frühromantischen Klangideal verpflichtet, voller origineller thematischer Einfälle und rücken Crusells Stil in die Nähe Webers.
Crusell schrieb Klarinettenkonzerte, eine Sinfonia concertante für Klarinette, Horn, Fagott und Orchester, Quartette für Klarinette mit Streichinstrumenten, Klarinettenduos, ein Quintett für Oboe und Streichquartett, aber auch die Oper Den lilla Slavinnan (Die kleine Sklavin), ferner Schauspielmusiken und Lieder.
Seit 1982 wird in Crusells Geburtsstadt Uusikaupunki das Crusell Music Festival ausgetragen, welches sich der Musik für Holzblasinstrumente widmet.

## Werke (Auswahl)
- Opus 1 – Klarinettenkonzert Es-Dur, Leipzig: A. Kühnel, 1811
- Opus 2 – Klarinettenquartett Es-Dur, Leipzig: A. Kühnel, 1811
- Opus 3 – Concertante B-Dur für Klarinette, Horn, Fagott und Orchester, Leipzig: C. F. Peters, 1816
- Opus 4 – Klarinettenquartett c-Moll, Leipzig: C. F. Peters, 1817
- Opus 5 – Klarinettenkonzert f-Moll, Leipzig: C. F. Peters, 1817
- Opus 6 – Drei Klarinettenduos, Leipzig: C. F. Peters, 1821
- Opus 7 – Klarinettenquartett D-Dur, Leipzig: C. F. Peters, 1823
- Opus 8 – Flötenquartett D-Dur (Arrangement von Op. 7), Leipzig: C. F. Peters, 1823
- Opus 9 – Divertimento C-Dur für Oboe und Streicher, Leipzig: C. F. Peters, 1823
- Opus 10 – Tolf sånger ur Frithiofs saga (12 Gesänge aus Frithiofs saga), 1827
- Opus 11 – Klarinettenkonzert B-Dur, Leipzig: C. F. Peters, 1829
- Opus 12 – Introduction et Air suédois varie für Klarinette und Orchester, Leipzig: C. F. Peters, 1830
- Den lilla slavinnan (Die kleine Sklavin), romantische Oper in 3 Akten, Stockholm 1824
- Concertino B-Dur für Fagott und Orchester, 1829
- Sångstycken (Gesangsstücke), 3 Hefte, 1822, 1824, 1838
- weitere Lieder und Chorsätze